# Клес
Клес (итал. Cles) је насеље у Италији у округу Тренто, региону Трентино-Јужни Тирол.
Према процени из 2011. у насељу је живело 5903 становника. Насеље се налази на надморској висини од 666 м.

## Становништво
| 1951. | 1961. | 1971. | 1981. | 1991. | 2001. | 2011. |
| ----- | ----- | ----- | ----- | ----- | ----- | ----- |
| 4.403 | 4.804 | 5.261 | 5.700 | 6.239 | 6.439 | 6.769 |